# Union des démocrates et indépendants (parlementaire groepering)
De Union des démocrates et indépendants UDI, Nederlands: Unie van Democraten en Onafhankelijken, was een parlementaire groepering of fractie in de Franse Assemblée nationale, die in 2012 werd gevormd maar in 2017 weer werd opgeheven. Dat was gedurende de tijd dat François Hollande de president van Frankrijk was, maar de UDI voerde oppositie tegen zijn beleid.
De groepering werd in september 2012 onderdeel van een politieke partij, die toen werd opgericht. Dat was de Union des démocrates et indépendants UDI. De gedelegeerden in de Senaat, de Sénat, hadden zich ook verenigd. Zij vormden de fractie Union des démocrates et indépendants - Union centriste.
Jean-Louis Borloo werd tot de eerste voorzitter van de fractie gekozen. De fractie gold als opvolger van de groupe Nouveau Centre en werkte meestal samen met de groupe Les Républicains. De UDI bleef zich wel onafhankelijk tegenover de socialistische regering opstellen en steunde soms ook regeringsvoorstellen. 
Borloo maakte in 2014 als fractievoorzitter plaats voor Philippe Vigier.

## Samenstelling
Er waren verschillende politieke partijen, die toen de Union des démocrates et indépendants werd opgericht, meededen. Datzelfde gold voor de groep zelf ook. De groepering bestond uit parlementariërs die tot de volgende partijen behoorden, meest centrumrechts. Het aantal leden uit de genoemde politieke partijen staat achter de naam van de partij. 
- Parti Radical Valoisien 7
- Force européenne démocrate 3
- Les Centristes 7
- Alliance centriste 2
- Tapura Huiraatira 2
- Calédonie ensemble 2
- Divers Droite 4, waaronder
  - Jean-Christophe Fromantin
  - Meyer Habib

## Fractievoorzitters
- 2014-heden: Philippe Vigier
- 2012-2014: Jean-Louis Borloo

Samenstelling per 27 juli 2019 
 De deelnemende partijen met de meeste zetels worden genoemd, alleen de partijen met een enkele zetel binnen de fractie ontbreken.